# Галерея искусства Коркоран
Галерея искусства Коркоран (англ. Corcoran Gallery of Art) — частный художественный музей в Вашингтоне, обладавший (до 2014 года) одним из самых полных собраний американского искусства.

## История
Галерея основана в 1869 году Уильямом Уилсоном Коркораном (англ. William Wilson Corcoran). Одно из старейших частных учреждений культуры в столице Соединенных Штатов. Специализировалось на американском искусстве.
Первоначально галерея располагалась в здании на Пенсильвания-авеню, где в настоящее время находится картинная галерея Renwick Gallery. Строительство этого здания началось ещё до начала Гражданской войны. Во время войны оно использовалось как склад, а в 1874 году здесь открылась галерея. К 1897 году коллекция Галереи Коркорана превысила площади этого здания и было построено новое здание, спроектированное Эрнестом Флэггом в стиле бозар.
В 2014 году музей по решению суда (из-за финансовых проблем) был ликвидирован, его здание передано Университету Джорджа Вашингтона, а порядка 17000 работ художественной коллекции пополнили Национальную галерею искусств.